# Tassiló II
Tassiló II (+ vers 719) fou duc de Baviera, fill de Teodó II de Baviera.
Era el fill, potser el tercer, de Teodó i de Folcaida. En la divisió del ducat abans del 715 li hauria tocat Passau, una de les quatre diòcesis del país, o bé va governar conjuntament amb els seus germans Teodebert (que cogovernava des de 702), Tedoald (que cogovernava des de 711) i Grimoald. A la mort de Teodó (probablement el 716 o el 717), els quatre germans es van enfrontar en una guerra civil de la que no es coneixen detalls; del govern de Tassiló no es coneix gairebé res. La seva existència és confirmada pel Codi de Salzburg (Salzburger Verbrüderungsbuch) on es diu que era solter, si bé alguns sospiten que Waldrada, esmentada com a esposa de Tedoald, ho fou realment de Tassiló; altres suposen que va estar casat amb una Imma (+ vers 750) que seria en realitat l'esposa de Teodebert; aquesta Imma fou esposa de Carles Martell, majordom dels francs, i se sap que fou neboda del duc Odiló de Baviera.
Tassiló va morir vers el 719 com dos altres dels seus germans, deixant així com únic sobrevivent a Grimoald que va unificar Baviera.